# 堯坦區
堯坦區（西班牙語：Distrito de Yaután），是秘魯的一個區，位於該國北部安卡什大區的卡斯馬省，始建於1870年10月21日，面積357.2平方公里，海拔高度809米，2005年人口7,138，人口密度為每平方公里20人。